# Одлонж
Одлонж (фр. Audelange) насеље је и општина у источној Француској у региону Франш-Конте, у департману Јура која припада префектури Доле.
По подацима из 2011. године у општини је живело 267 становника, а густина насељености је износила 57,54 становника/km². Општина се простире на површини од 4,64 km². Налази се на средњој надморској висини од 230 метара (максималној 257 m, а минималној 203 m).

## Демографија
| 1962. | 1968. | 1975. | 1982. | 1990. | 1999. | 2011. |
| ----- | ----- | ----- | ----- | ----- | ----- | ----- |
| 167   | 187   | 180   | 165   | 170   | 206   | 267   |

График промене броја становника у току последњих година